# Caconeura ramburi
Caconeura ramburi е вид водно конче от семейство Protoneuridae.

## Разпространение
Видът е разпространен в Индия (Карнатака и Керала).